# Временна комисия на македонските братства в България
Временна комисия на македонските братства в България е българска политическа организация на дейци от областта Македония. Организацията е създадена от отцепили се през октомври 1920 година дейци на Съюза на македонските братства. Временната комисия е на леви позиции и се бори за Автономна федерална Македония, като обвинява противниците си от Изпълнителния комитет на Съюза на македонските братства в прикрит анексионизъм. След едногодишна дейност и серия опити за обединение, проваляни от Временната комисия, тя прераства в Македонската федеративна емигрантска организация през декември 1921 година.

## Предистория и формиране
На Втория велик събор на македонските бежански братства става разцепление в Съюза на македонските емигрантски организации. Опозицията на Изпълнителния комитет не одобрява политическата му дейност и в частност дейността развита от председателя на Комитета Иван Каранджулов при обиколката му в Италия, Швейцария и Франция. Налагането на тайно гласуване за нов Изпълнителен комитет, е повод 63-та опозиционни депутати, искащи явно гласуване, да напуснат конгреса и да изберат своя Временна комисия в състав доктор Христо Далкалъчев, архитект Никола Юруков, доктор Христо Татарчев, доктор Антон Димитров, доктор Филип Атанасов. Комисията е от средите на бившите помирители между Временното представителство и Изпълнителния комитет.

## Позив
Още в началото на ноември излиза Позив от Временната комисия на македонската емиграция в България към македонската емиграция в България, с който се излага платформата на Комисията. Комисията определя като „мираж“ надеждата за присъединяване на Македония към България: 
| „ | Години преди и след световната катастрофа синовете на Македония се мъчеха да изберат начина и средствата за реализирането на идеалите на македонското население. И докато едните налучиха правия път . пътя на автономна и самостойна Македония в нейната цялост, другите, движейки се не от разума, а от чувствата напразно се влачеха от миража на „присъединението“ | “ |

Комисията обвинява Изпълнителния комитет, че за една година обща работа с тях не е оправдал надеждите за искреност към автономната идея, защото: 
| „ | 1. За пледиране на каузата ни в странство той натовари лице, което, бидейки по-рано висш магистрат в България и неин представител в Хагската конференция не можеше да вдъхне доверие на външния свят при отстояването на автономната идея, толкоз повече, че то е поддържало идеята за „присъединението“. 2. Той допусна, щото в случая същото това лице да си послужи при обиколката си в Рим, Женева и Париж с Мемоара на организацията, с който се иска чисто и просто „присъединението“ и с това за излишен път се подчерта, че то и днес не се е освободило от кошмара на обединителната акция. 3. Въпреки дадената му от обикновените събори директива той съзнателно и систематически е избягвал да влезе в контакт с македонските инородни организации в Румъния, Турция и другаде, които поддържат „Македония за македонците“. 4. Също така противно на настоятелното искан на обикновените събори той нищо не е сторил за образуване в Швейцария на общ комитет на македонските националности, който с нужния авторитет и моралното право да пледира каузата ни от името и за сметка на цялото македонско население. 5. Умишлено игнорира сътрудничеството на представителите на левите течения на запад , които имат на политическото си знаме принципа за самоопределението на народите и зад които стоят широките народни маси, единствените искрени защитници за свободата на поробените народи. 6. Съзнателно отправи до мирната конференция в Париж фамозното „икономическо“ писмо, с което се установява „срок за уреждането правата на емиграцията по отношение имотите в робска Македония“, и с това косвено призна създаденото от конференцията политическо положение за Македония тогава, когато миналият Велик събор изрично постанови да се иска гарантирането на тия права „по един абсолютен начин, докато Македония бъде издигната в самостоятелна държава“ и 7. Забравяйки своите прями задължения, той, подтикнат от известни политически групи, взе инициативата за създаване от македонските братства в България на клон от дружеството за демократически контрол. | “ |

Комисията признава, че „с тия действия на Изпълнителния комитет за съжаление бяха съгласни и „болшинствата“ от обикновените събории с това се подчерта ясно, че средата на македонската емиграция има течение, което съзнателно и систематически се стремеше да се даде на македонското освободително движение тясно национален колорит, както и да го подчини на интересите и разбиранията на известни политически лица и партийни щабове, срещу които домогвания ние всякога най-решително сме се противопоставяли“. Представителите на Временната комисия: 
| „ | декларираме тържествено, че чистота на автономната идея стои за нас по-високо от всяка друга мисъл, и в името на политическото ни искане за създаването на автономна и самостойна Македония, като отделна политическа единица, независима от балканските държави и служеща за обединително звено между тях, ние ви призоваваме към задружна борба. За постигането на горната цел ние излизаме пред вас със следната платформа: 1. Даване на движението чисто македонски колорит и обграждането му от всякакви външни и опасни държавнически, партийни, фракционни и други влияния. 2. Създаване на мощни легални македонски организации в България, Румъния, Цариград и Америка при активното участие на всички наши съотечественици без разлика на вяра, народност, пол и убеждение. Всички организации да съставят тук, на Балканите, общ македонски съюз от всички народности на Македония. 3. Създаване на едно централно съюзно управително тяло на тая организация в столицата на Лигата на народите. 4. Издаван в същата столица орган на съюза на македонските организации. 5. Запазване пропорционалността във всичките наши дейности и институти. 6. Свикване общ македонски конгрес от същите организации за изработване директивите на съюза и за избиране на централно управително тяло. 7. Влизане във връзка с всички напредничави фактори, които имат на политическото си знаме принципа за самоопределението на народите. | “ |

## Реакция
Изпълнителният комитет в специално окръжно до братствата пояснява, че между двете организации „няма принципни различия“, посочва, че от юли 1919 година той слдва неотклонно автономното начало, че Каранджулов и повечето от избраните в Комитета не са членове на никоя партия, и че разцеплението се дължи на личностни желания за оглавяване на организацията. Битолското, Горноджумайското, Варненското, Кюстендилското, Велешкото и Никополското братство порицават отцепниците. Органът на Комитета вестник „Македония“, редактиран от Георги Баждаров, публикува серия материали срещу отцепниците, нарича Позива „изпълнен от край до край с неверни факти“, обявява разцеплението за осъдително и вредно за делото и твърди, че Временната комисия няма нова цел, тъй като в Устава на Съюза е записано „Македонската емиграция в България без разлика на народност и вяра, пол и политическо убеждение се организира в културно-благотворителни братства. От своя страна всички братства образуват Съюз на македонските братства в България“ и целта в член № 2 е „Съюзът има за цел: а) да ратува по легален начин за въздигане на Македония в нейните географски и икономически граници в автономна държава, независима от балканскитее държави“.